# Nowodwór (gmina)

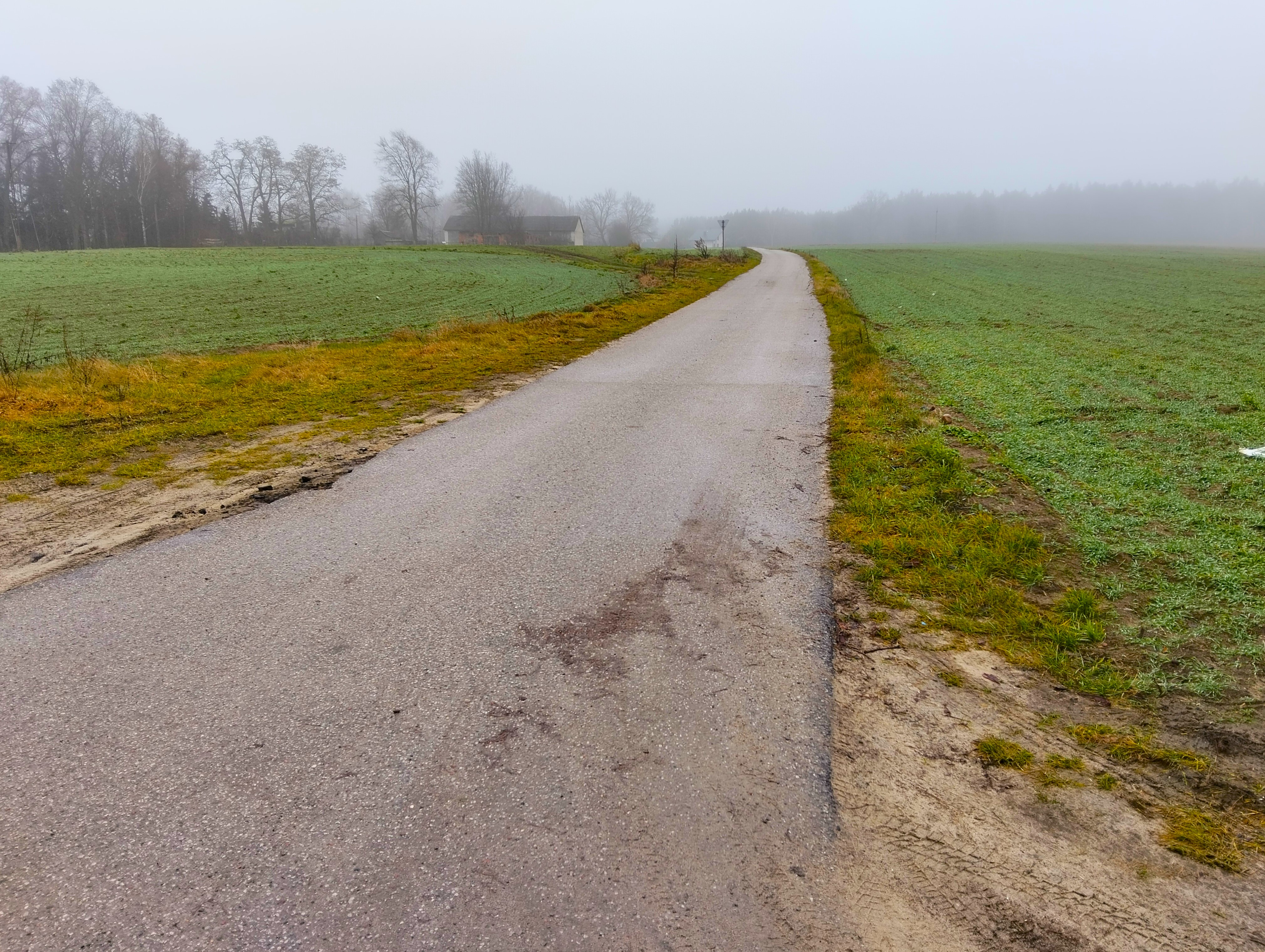
Krajobraz gminy (Lendo Wielkie)

Nowodwór – gmina wiejska w województwie lubelskim, w powiecie ryckim. W latach 1975–1998 gmina położona była w województwie lubelskim.
Siedziba gminy to Nowodwór.
Według danych z 30 czerwca 2004 gminę zamieszkiwały 4284 osoby. Natomiast według danych z 31 grudnia 2017 roku gminę zamieszkiwało 4158 osób.

## Struktura powierzchni
Według danych z roku 2002 gmina Nowodwór ma obszar 71,72 km², w tym:
- użytki rolne: 72%
- użytki leśne: 23%

Gmina stanowi 11,65% powierzchni powiatu.

## Demografia

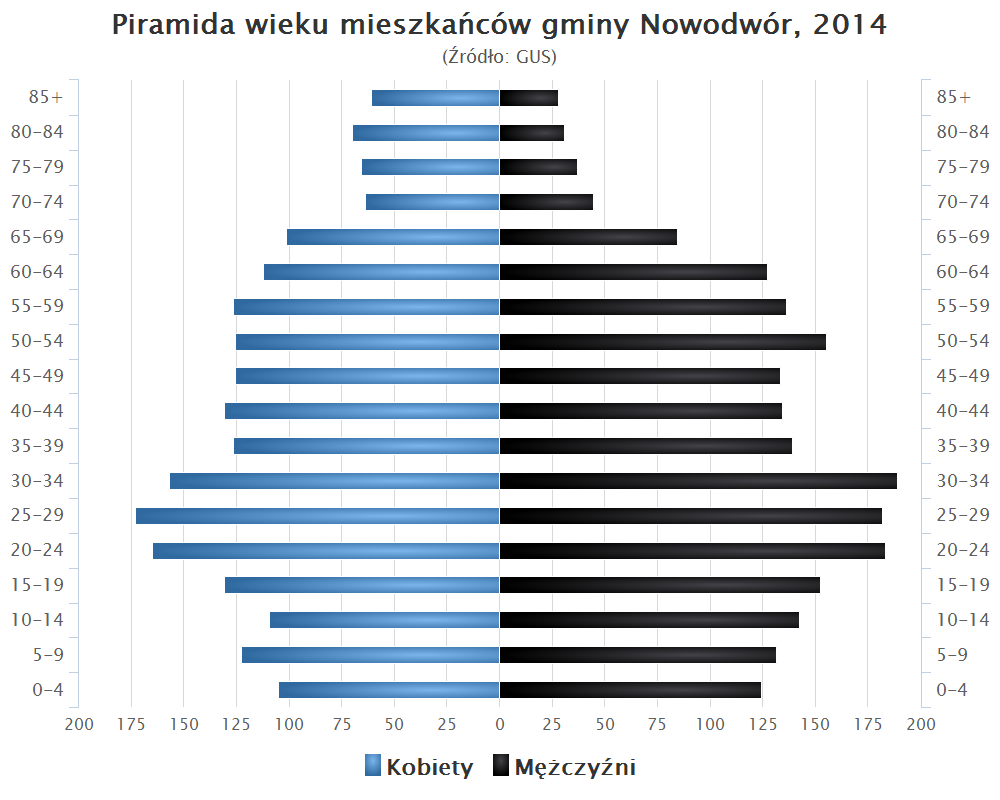
Piramida wieku mieszkańców gminy Nowodwór w 2014 roku

Dane z 30 czerwca 2004:
| Opis                              | Ogółem | Ogółem | Kobiety | Kobiety | Mężczyźni | Mężczyźni |
| --------------------------------- | ------ | ------ | ------- | ------- | --------- | --------- |
| jednostka                         | osób   | %      | osób    | %       | osób      | %         |
| populacja                         | 4284   | 100    | 2080    | 48,6    | 2204      | 51,4      |
| gęstość zaludnienia (mieszk./km²) | 59,7   | 59,7   | 29      | 29      | 30,7      | 30,7      |

## Sołectwa
Borki, Grabowce Dolne, Grabowce Górne, Grabów Rycki, Grabów Szlachecki, Jakubówka, Lendo Wielkie, Niedźwiedź, Nowodwór, Przestrzeń, Rycza, Trzcianki, Urszulin, Wrzosówka, Zawitała, Zielony Kąt
Miejscowość bez statusu sołectwa: Zawitała (kolonia).

## Sąsiednie gminy
Adamów, Kłoczew, Krzywda, Ryki, Ułęż